# Калмаматов, Бактыбек
Калмаматов Бактыбек Орозалиевич (род. 20 января 1984, село Совет, Кара-Кульджинского района, Ошская область, Киргизская ССР, СССР) — депутат Жогорку Кенеша V созыва (2010—2015). Баллотируется в Президенты Кыргызской Республики которые были назначены на 10 января 2021 года.

## Биография
Родился 20 января 1984 года в селе Совет Кара-Кульджинского района Ошской области.

## Образование
В 2001 году окончил Кадамжайскую районную школу-лицей.
В 2006 году окончил Ошский государственный университет (ОшГУ).

## Трудовая деятельность
С 2005 по 2006 год — председатель комитета[чьего?] по делам молодежи.
C 2007 по 2010 год — координатор политической партии «Ата Мекен» по Ошской области.
С 2010 по 2015 год — депутат Жогорку Кенеша V созыва.
С 2010 по 2012 год — заместитель председателя комитета Жогорку Кенеша Кыргызской Республики по молодёжной политике, развитию физической культуры и спорта.
С 2012 по 2015 год — заместитель председателя комитета Жогорку Кенеша Кыргызской Республики по правопорядку, борьбе с преступностью и противодействию коррупции.
C 2010 по 2015 год — председатель комиссии Жогорку Кенеша, расследовавшей скандалы вокруг организации хаджа.
2020 год — кандидат в Президенты Кыргызской Республики под девизом "Мы построим всё с начала". 

## Дополнительная информация
Основатель учебного центра Высшая Политическая Школа — ВПШ.
Основатель благотворительного фонда «Биз Барбыз».